# Martin Dentler
Martin Hermann Hans Dentler (* 18. März 1860 in Glückstadt; † Februar 1933 in Braunschweig) war ein deutscher Unternehmer, Aussteller, Distributor, Filmproduzent und Pionier des frühen deutschen Kinos.

## Leben
Dentler war zunächst als Buchhändler und anschließend als Kaufmann in Hamburg tätig gewesen, bevor er im Frühjahr 1905 nach Braunschweig kam, wo er 1906 zusammen mit seiner Frau Meta in den Räumen der „Alten Polizei“, Ecke Gördelingerstraße/Neue Straße (später in der Poststraße) das erste Kino der Stadt, das „Centraltheater Lebender Photographien“ eröffnete. In der Folgezeit eröffnete Dentler schnell weitere Kinos, unter anderem das „Edisontheater“ im ehemaligen „Fürstenhof“ in der Stobenstraße, dessen Eigentümer er war. Bereits 1910 gehörten ihm in Braunschweig die vier Kinos „Saalbau-Lichtspiele“, „Lichtspielhaus“, „Edison-Theater“ und „Kinopalast“ in der Wendenstraße. Sein 1911 erbautes „Lichtspielhaus“ war das erste Bauwerk in Braunschweig, das extra als Kino erbaut wurde. 1913/14 folgte schließlich der Umbau von Brünings Saalbau in ein Großkino.
Dentler baute von Braunschweig aus eine Kette von Lichtspieltheatern in mehreren deutschen Großstädten auf, so z. B. in Berlin, Halle, Leipzig, Magdeburg und München. 1908 gründete er mit der „Martin-Dentler-Film“ eine der ersten Distributionsgesellschaften. Unternehmensziel war, sich vom Verkauf reiner Filmprogramme zu lösen und einzelne, längere Filme, die jeweils im Vorfeld und in Abhängigkeit von ihrem Inhalt und der Starbesetzung entsprechend stark beworben wurden, zu vermieten. Ab 1911 produzierte Dentlers Unternehmen eigene Filme, darunter Kultur- und Werbefilme für die örtliche Gastronomie, in denen Sehenswürdigkeiten der Umgebung gezeigt wurden. Des Weiteren veröffentlichte man monatlich mit „Martin Dentlers Filmmarkt“ eine eigene Werbebroschüre. Später wurde das Unternehmen, das über eine in ganz Deutschland verzweigte Verleihorganisation verfügte und auch etliche Kinos besaß, in eine Aktiengesellschaft umgewandelt. Um 1912 war Dentlers Filmverleih wohl der größte in Deutschland. In seinem „Familienunternehmen“ arbeiteten neben seiner Frau auch sein Sohn Rudolf und sein Schwiegersohn. Darüber hinaus waren fast hundert Angestellte für ihn tätig. 1911 belief sich sein Jahresumsatz nach eigenen Angaben auf eine Million Mark. 1914 war er – bis auf ein einziges Kino – im Besitz sämtlicher Lichtspielhäuser in Braunschweig und hatte sich damit eine Monopolstellung geschaffen.
Am 17. Oktober 1925 wurde Dentlers Unternehmen von der UFA übernommen.

## Filmografie

### Als Produzent
- 1916: Lottes Wiegenlied[12]
- 1920: Der Mormonenonkel
- 1921: Entgleist[13][14]

### Als Verleiher
- 1913: Hamlet
- 1920: Die Augen als Ankläger
- 1920: Die Braut des Apachen
- 1920: Der Sturz in die Flammen
- 1920: Niemand weiß es
- 1921: Liebestaumel
- 1924: Die Bacchantin
- 1922: Strandgut der Leidenschaft
- 1926: Die Liebe der Bajadere[13]

Neben Dentlers Unternehmen gab es in Braunschweig noch drei weitere Filmverleiher, darunter die seit 1912 existierende Firma „Carl W. Bonse“ und der seit 1920 tätige Filmverleih von Paul Buchler sowie die Produktionsfirma „Film-Pape & Co.“, die zwischen 1926 und 1933 Industrie- und Werbefilme produzierte.